# NGC 2783
NGC 2783 est une vaste galaxie elliptique située dans la constellation du Cancer. NGC 2783 a été découverte par l'astronome germano-britannique William Herschel en 1785.

## Caractéristiques
Selon la base de données Simbad, NGC 2783 est une galaxie à noyau actif.

### Distance
Sa vitesse par rapport au fond diffus cosmologique est de (7 005 ± 18) km/s, ce qui correspond à une distance de Hubble de 103,3 ± 7,2 Mpc (∼337 millions d'al).
À ce jour, cinq mesures non basées sur le décalage vers le rouge (redshift) donnent une distance de 74,140 ± 20,709 Mpc (∼242 millions d'al), ce qui est à l'extérieur des valeurs de la distance de Hubble. Notons que c'est avec la valeur moyenne des mesures indépendantes, lorsqu'elles existent, que la base de données NASA/IPAC calcule le diamètre d'une galaxie et qu'en conséquence le diamètre de NGC 2783 pourrait être d'environ 66,2 kpc (∼216 000 al) si on utilisait la distance de Hubble pour le calculer.

## Triplet de galaxies?

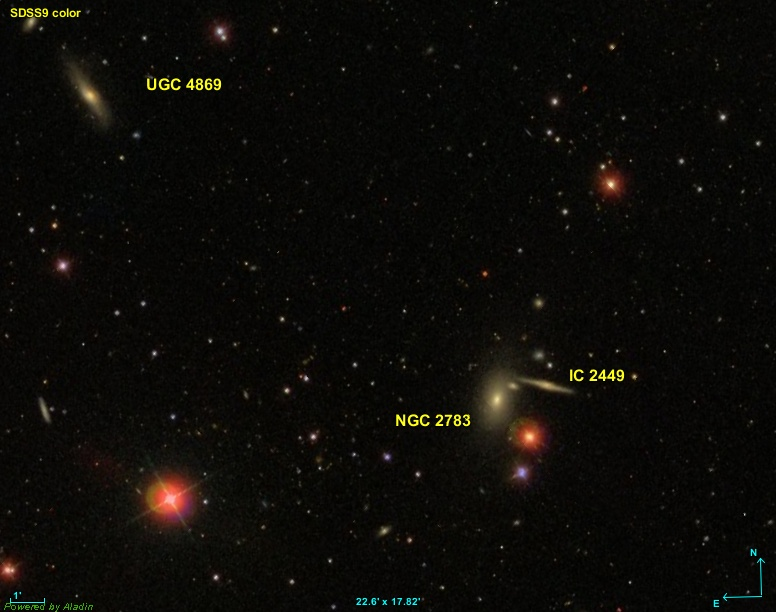
UGC 4869 forme probablement un triplet de galaxies avec NGC 2783 et IC 2449.

Les galaxies NGC 2783 et IC 2449 sont situées près l'une de l'autre sur la sphère céleste et leur vitesse radiale sont presque égale (6 884 km/s pour IC 2449. D'autre part, les galaxies NGC 2783 et UGC 4869 (notée 0911+3020 pour CGCG 0911.6+3020) sont aussi dans la même région du ciel et selon l'étude réalisée par Abraham Mahtessian, elles forment une paire de galaxies. On est peut-être en présence d'un triplet de galaxies, mais ce fait n'est mentionné dans aucune des sources consultées.  
On voit sur l'image de l'encadré à droite que la galaxie MCG 5-22-20 (PGC 26004) est aussi près de NGC 2783, mais elle est beaucoup plus éloignée (vitesse radiale de 7 356 km/s et n'interagit certes pas avec les trois autres galaxies.